# На круги своя
На кру́ги своя́ (также «возвраща́ться на кру́ги своя́»,  «всё возвраща́ется на кру́ги своя́») — крылатая фраза, означающая возвращение чего-либо или кого-либо на обычное место, к исходному положению, а также то, что ничего принципиально нового нет, всё повторяется.
Происходит из Ветхого Завета (Книга Екклесиаста, глава 1, стих 6). Как и многие другие библейские выражения в русском языке получило распространение в форме, характерной для церковнославянского языка: форма множественного числа винительного падежа для местоимения «свой» — «своя́» (вместо современного «свои́») и устаревшее ударение «кру́ги» (вместо современного «круги́»).

## Источник выражения в оригинале и в разных переводах Библии
- На иврите: הוֹלֵךְ אֶל־דָּרוֹם, וְסוֹבֵב אֶל־צָפוֹן; סוֹבֵב סֹבֵב הוֹלֵךְ הָרוּחַ, וְעַל־סְבִיבֹתָיו שָׁב הָרוּחַ׃
- На латыни (Вульгата): Gyrat per meridiem et flectitur ad aquilonem lustrans universa circuitu pergit spiritus et in circulos suos regreditur.
- На древнегреческом (Септуагинта): ἀνατέλλων αὐτὸς ἐκεῖ πορεύεται πρὸς νότον καὶ κυκλοῖ πρὸς βορρᾶν κυκλοῖ κυκλῶν πορεύεται τὸ πνεῦμα καὶ ἐπὶ κύκλους αὐτοῦ ἐπιστρέφει τὸ πνεῦμα
- На церковнославянском: И́детъ къ ю́гу и обхо́дитъ къ сѣ́веру, обхо́дитъ о́крестъ, и́детъ ду́хъ и на кру́ги своя́ обращáется ду́хъ.
- На русском (Синодальный перевод): Идёт ветер к югу, и переходит к северу, кружится, кружится на ходу своём, и возвращается ветер на круги свои.
- На русском (современный перевод РБО): Летит ветер к югу, поворачивает к северу — кружится, кружится ветер и возвращается на круги свои.